# Penniston Cay
Penniston Cay est une des îles Turks dans le territoire des îles Turks-et-Caïcos.